# Chrysalis Records
Chrysalis Records Ltd. ist ein britisches Musiklabel, das 1969 entstand. Der Name bezeichnet zum einen ein Stadium der Verpuppungsphase eines Schmetterlings und entstand zum anderen als Kunstwort aus Namensbestandteilen der beiden Gründungsmitglieder Chris Wright und Terry Ellis.

## Geschichte

### Bis 1980
Chrysalis wurde aufgrund eines Lizenzabkommens mit Chris Blackwells Island Records gegründet. Dieses basierte auf dem Erfolg von Künstlern wie Jethro Tull und Procol Harum, welche von dem Label gefördert wurden. Jethro Tull unterzeichnete einen Vertrag mit Reprise Records in Amerika, welches Chrysalis dazu verhalf, ein Abkommen mit der Muttergesellschaft von Reprise Records, Warner Bros. Records, abzuschließen. Dies bestand erfolgreich von 1972 bis 1976; erst dann wurde Chrysalis unabhängig.
1979 schrieb das Label Chrysalis Geschichte, da man das erste Musikvideo auf den britischen Markt brachte. Das Album Eat to the Beat von Blondie hatte für jedes aufgenommene Lied der LP ein Musikvideo auf einer Videokassette als Gegenstück.

### 1980er Jahre
In den 1980er Jahren war Chrysalis der Vorreiter der britischen New-Romantic-Bewegung. Unter anderem waren Ultravox und Spandau Ballet unter Vertrag genommen worden.
Die 1980er Jahre waren für das Label die erfolgreichsten Jahre. Künstler wie Billy Idol und Pat Benatar, Blondie und Huey Lewis & the News waren stadionfüllende Aushängeschilder des Labels. Chrysalis förderte auch das Label des Blondie-Gitarristen Chris Stein, Animal Records, welches aber nur kurze Zeit bestand.
Im Frühjahr 1983 wurde Daniel Glass Direktor der Abteilung New Music Marketing. Später wurde er Vizepräsident von Chrysalis Records.

### Seit 1990
Das Label Chrysalis Records wurde 1991 an EMI verkauft. 1994 wurde das Sublabel The Echo Label für den Indie-Rock-Sektor gegründet.
Chrysalis ist heute nur noch für die Verkäufe der Platten von Robbie Williams zuständig, während Künstler wie Starsailor dem EMI-Verlag zugeordnet wurden. 2013 wurde das britische Originallabel Chrysalis an Warner Music Group verkauft, während der US-Katalog bei Universal Music verblieb.
Im Mai 2016 kaufte Blue Raincoat Music die Chrysalis Records Ltd. und den dazugehörigen Künstlerkatalog der Warner Music Group. Blue Raincoat Gründer Jeremy Lascelles und Robin Millar baten Robert Devereux und Chris Wright, das Führungs-Team von Chrysalis zu erweitern. Damit ist Wright, der das Unternehmen 1969 gründete, wieder zurück bei Chrysalis. Chris Wright ist allerdings nicht Vorsitzender von Chrysalis Records Ltd. Seit der Übernahme von Warner Music Group hat Chrysalis zusätzlich die Kataloge von Suzi Quatro, Steve Harley & Cockney Rebel, Athlete (Band) und Fun Lovin 'Criminals erworben.

## Künstler
- Adam F
- Armored Saint
- Arrested Development
- Art of Noise
- Auracle
- The Babys
- Edyta Bartosiewicz
- Pat Benatar
- Rory Block
- Blodwyn Pig
- Blondie
- Gary Brooker
- Enrique Bunbury
- Belinda Carlisle
- Paul Carrack
- Carter USM
- Daddy Freddy
- Micky Dolenz
- David Dundas
- The Fabulous Thunderbirds
- Fun Boy Three
- Fun Lovin’ Criminals
- Rory Gallagher
- Gang Starr
- Generation X
- Gentle Giant
- Go West
- Bobcat Goldthwait
- Guru
- Steve Hackett (USA)
- Geri Halliwell
- Paul Hardcastle
- Roy Harper (USA)
- Debbie Harry
- Chesney Hawkes
- Billy Idol
- Jethro Tull
- Joan Jett
- Mickey Jupp
- King Trigger
- Kino (russische Band)
- Leo Kottke
- Greg Lake
- Amanda Lear
- Alvin Lee
- Huey Lewis & the News
- Living in a Box
- Laurie Styvers
- Sinéad O’Connor
- Cozy Powell
- Maddy Prior & June Tabor
- The Proclaimers
- The Permanent Cure
- Procol Harum
- Trevor Rabin
- Ramones (1989–2006, UK)
- Rappin’ 4-Tay
- Runrig
- Leo Sayer (außer USA and Kanada)
- The Selecter
- Emeli Sandé
- Simple Minds
- Sonia
- Split Enz
- Spandau Ballet
- Steeleye Span
- Stiff Little Fingers
- Karlheinz Stockhausen (nur Ceylon/Bird Of Passage)
- Supertramp
- Sylvester
- Ten Years After
- Robin Trower
- Bonnie Tyler (USA)
- Judie Tzuke
- UFO
- Ultravox
- Midge Ure
- Uriah Heep (USA)
- Vinnie Vincent Invasion
- Wartime
- Was (Not Was) (USA)
- Robbie Williams

## Belege
1. ↑  2013 Verkauf an Warner (Memento vom 29. Oktober 2013 im Internet Archive), artsjournal.com, Abruf am 19. Dezember 2021